# PlayStation Studios
PlayStation Studios (anteriormente como SCE Worldwide Studios y SIE Worldwide Studios), es un grupo de desarrolladores de videojuegos propiedad de Sony Interactive Entertainment. Es una entidad interna que se encarga de supervisar a todos los estudios de desarrollo dentro de SIE. Es responsable de la dirección creativa y estratégica del desarrollo y producción de todo el software y hardware desarrollado por los estudios propiedad de SIE, los que se crean para uso exclusivo dentro de la familia de consolas PlayStation.

## Historia
Sony Computer Entertainment Worldwide Studios (SCE Worldwide Studios) fue fundado el 14 de septiembre de 2005, con Phil Harrison designado como presidente. El 16 de mayo de 2008, Shuhei Yoshida asumió la presidencia de la entidad. En abril de 2016, las divisiones Sony Computer Entertainment (SCE) y Sony Network Entertainment International (SNEI) se fusionaron creando SIE Worldwide Studios. Hermen Hulst reemplazó en la presidencia de SCE Worldwide Studios a Shuhei Yoshida el 7 de noviembre de 2019. Por su parte, Yoshida fue designado como líder del departamento de videojuegos independientes.

### PlayStation Studios
En mayo de 2020, durante la campaña de marketing de la consola PlayStation 5, fue anunciada la creación de la marca "PlayStation Studios", un distintivo que está presente en todos los videojuegos desarrollados por los estudios de Sony. Eric Lempel, responsable de marketing global de SIE, explicó cuales fueron los motivos que llevaron a la creación de la misma: "En los últimos años, e incluso la última década, el nivel de los juegos que salen de nuestros estudios ha sido más fuerte que nunca. Hemos pensado en cómo unir todos estos grandes juegos bajo una misma marca, y el propósito de ello es hacer que el consumidor entienda que, cuando vea esta marca, se prepare para una experiencia profunda, sólida e innovadora como ya se esperan de los juegos que salen de PlayStation". La marca "PlayStation Studios" es utilizada tanto en títulos de PlayStation 5 como en los juegos nuevos para PlayStation 4.

## Estudios
| Nombre                   | Ubicación                | Fundación | Adquisición |
| ------------------------ | ------------------------ | --------- | ----------- |
| Bend Studio              | Bend, Oregón             | 1993      | 2000        |
| Bluepoint Games          | Austin, Texas            | 2006      | 2021        |
| Bungie                   | Bellevue, Washington     | 1991      | 2022        |
| Dark Outlaw Games        |                          | 2025      | —           |
| Firesprite               | Liverpool                | 2012      | 2021        |
| Guerrilla Games          | Ámsterdam                | 2000      | 2005        |
| Haven Studios            | Montreal, Quebec         | 2021      | 2022        |
| Housemarque              | Helsinki                 | 1995      | 2021        |
| Insomniac Games          | Burbank, California      | 1994      | 2019        |
| Media Molecule           | Guildford                | 2006      | 2010        |
| Malaysia Studio          | Kuala Lumpur             | 2020      | —           |
| Naughty Dog              | Santa Mónica, California | 1984      | 2001        |
| Nixxes Software          | Utrecht                  | 1999      | 2021        |
| Polyphony Digital        | Tokio                    | 1998      | —           |
| San Diego Studio         | San Diego                | 2001      | —           |
| San Mateo Studio         | San Mateo, California    | 1998      | —           |
| Santa Monica Studio      | Los Ángeles              | 1999      | —           |
| Sucker Punch Productions | Bellevue, Washington     | 1997      | 2011        |
| Team Asobi               | Tokio                    | 2021      | —           |
| Valkyrie Entertainment   | Seattle, Washington      | 2022      | 2021        |
| XDev                     | Liverpool                | 2000      | —           |

### Cerrados
| Nombre                    | Ubicación             | Fundación | Adquisición | Destino           |
| ------------------------- | --------------------- | --------- | ----------- | ----------------- |
| 989 Studios               | Los Ángeles           | 1995      | —           | Cerrado en 2005   |
| Bigbig Studios            | Leamington Spa        | 2001      | 2007        | Cerrado en 2012   |
| Camden Studio             | Camden Town           | 1998      | —           | Fusionado en 2002 |
| Evolution Studios         | Runcorn               | 1999      | 2007        | Cerrado en 2016   |
| Firewalk Studios          | Bellevue (Washington) | 2018      | 2023        | Cerrado en 2024   |
| Guerrilla Cambridge       | Cambridge             | 1997      | —           | Cerrado en 2017   |
| Incognito Entertainment   | Salt Lake City        | 1999      | 2002        | Cerrado en 2009   |
| Manchester Studio         | Mánchester            | 2015      | —           | Cerrado en 2020   |
| Neon Koi                  | Berlín                | 2020      | 2022        | Cerrado en 2024   |
| Studio Liverpool          | Liverpool             | 1984      | 1993        | Cerrado en 2012   |
| Sony Online Entertainment | San Diego             | 1995      |             | Vendido en 2015   |
| Sony Japan Studio         | Tokyo (Japón)         | 1993      |             | Cerrado en 2021   |
| Zipper Interactive        | Redmond, Washington   | 1995      | 2006        | Cerrado en 2012   |
| London Studio             | Londres               | 1993      | —           | Cerrado en 2024   |

## Otras divisiones

### ICE Team
El ICE Team es una división dentro de Naughty Dog que se encarga del desarrollo de tecnologías gráficas para los estudios de Sony en el mundo. El término ICE proviene de las siglas en inglés de Initiative for a Common Engine (Iniciativa para un motor común en español) que describe el propósito del grupo. El ICE team se enfoca en crear tecnologías gráficas básicas para los títulos desarrollados por los estudios de Sony, incluidos componentes de motores de juegos de bajo nivel, canales de procesamiento de gráficos, herramientas de soporte y herramientas de depuración y creación de perfiles gráficos. El ICE Team también admite desarrolladores externos con un conjunto de componentes del motor y una herramienta de análisis de gráficos, creación de perfiles y depuración para el RSX. Ambos permiten a los desarrolladores obtener un mejor rendimiento del hardware de PlayStation.

### XDev
SIE XDev Europe, establecida en 2000 y con sede en Liverpool, Inglaterra, colabora con estudios de desarrollo independientes en toda Europa y otros territorios PAL para publicar contenido en las plataformas PlayStation en todo el mundo. XDev ha ayudado a crear y publicar títulos como las series LittleBigPlanet, Buzz!, MotorStorm, Invizimals, Super Stardust HD, Heavenly Sword, Heavy Rain, Beyond: Two Souls, Tearaway y Resogun. Los socios incluyen desarrolladores independientes como Quantic Dream, Magenta Software, Housemarque, Climax Studios, Novarama, Supermassive Games y Sumo Digital, así como subsidiarias de SCE como Media Molecule y Guerrilla Games. Además de financiar proyectos, XDev ofrece producción completa, gestión de proyectos y soporte de diseño de juegos. Los títulos también son compatibles con la gestión comunitaria, la producción en línea y las instalaciones dedicadas de gestión de outsourcing. XDev trabaja directamente con los equipos de marketing y relaciones públicas en todos los territorios de Sony para promover y publicar juegos en todo el mundo.